# Гурійці

Гурія

Гурійці́ни (груз. გურულები) — етнографічна група грузинів, населення області Гурія в західній частині Грузії.

## Гурійці
- Долідзе Віктор Ісидорович — радянський грузинський композитор
- Жорданія Ное Миколайович — грузинський політичний діяч, лідер грузинських меншовиків, голова уряду Грузинської Демократичної Республіки (1918–1921)
- Ной Рамішвілі — державний та політичний діяч Російської імперії та Грузинської Демократичної Республіки, революціонер
- Шеварднадзе Едуард Амвросійович — Президент Грузії у 1992—2003 роках, перший секретар ЦК КП Грузії (1972-1985), міністр закордонних справ СРСР з 1985 по 1990
- Пайчадзе Борис Соломонович — грузинський футболіст
- Манучар Квірквелія — грузинський борець греко-римського стилю, олімпійський чемпіон
- Махарадзе Пилип Ієсейович — радянський партійний та державний діяч
- Автандил Джорбенадзе — колишній Державний міністр Грузії
- Мгеладзе Акакій Іванович — радянський партійний діяч, перший секретар ЦК КП Грузинської РСР
- Єлизавета Накашидзе-Болквадзе — грузинська партійна діячка (РСДРП(м))
- Георгій Кекелідзе — грузинський поет, есеїст, телеведучий; 2012 р. ― Генеральний директор Грузинської національної парламентської бібліотеки
- Долідзе Сіко Віссаріонович — Народний артист СРСР
- Ебралідзе Зорбег Капітонович — радянський грузинський футболіст
- Еквтиме Такаїшвілі — грузинський історик, археолог і громадський діяч, православний святий.
- Марр Микола Якович — радянський лінгвіст-сходознавець, історик, етнограф, археолог
- Шанідзе Акакій — грузинський філолог (мовознавець, історик літератури, фольклорист), академік Грузинської академії наук (1941)